# プロセルピナの略奪 (レンブラント)
『プロセルピナの略奪』（プロセルピナのりゃくだつ, 蘭: De ontvoering van Proserpina, 独: Raub der Proserpina, 英: The abduction of Proserpina）は、オランダ黄金時代の巨匠レンブラント・ファン・レインが1631年に制作した絵画である。油彩。主題はギリシア神話の有名なエピソードである冥府の神ハデスによるペルセポネの略奪（それぞれローマ神話のプルートーとプロセルピナ）から取られている。オラニエ公フレデリック・ヘンドリックが所有した作品であることが知られている。現在はベルリンの絵画館に所蔵されている。

## 主題
ペルセポネの略奪の物語は古代ローマの詩人オウィディウスの『変身物語』によると次のようなものである。ヴィーナスはミネルヴァとディアナが処女を誓い、プロセルピナもまた同様の思いを抱いていたため、キューピッドにプロセルピナとプルートーを結びつけるよう命じた。そこでキューピッドが矢でプルートーの胸を射抜くと、プルートーは野で花を摘んで遊ぶプロセルピナを一目見て恋に落ち、すぐさま冥府に連れ去った。プロセルピナは驚き、悲痛な声で遊び友達や母神ケレスの名前を叫び続けた。ケレスは行方の分からなくなった娘を探して世界中を歩いて回った。そしてシチリア島でニンフのアレトゥーサからプロセルピナの行方を聞かされると、ユピテルを説得して冥府から連れ戻そうとしたが、プロセルピナが冥府の食べ物を口にしていたためにアスカラポスに邪魔をされて、冥府から連れ戻すことができなかった。

## 作品

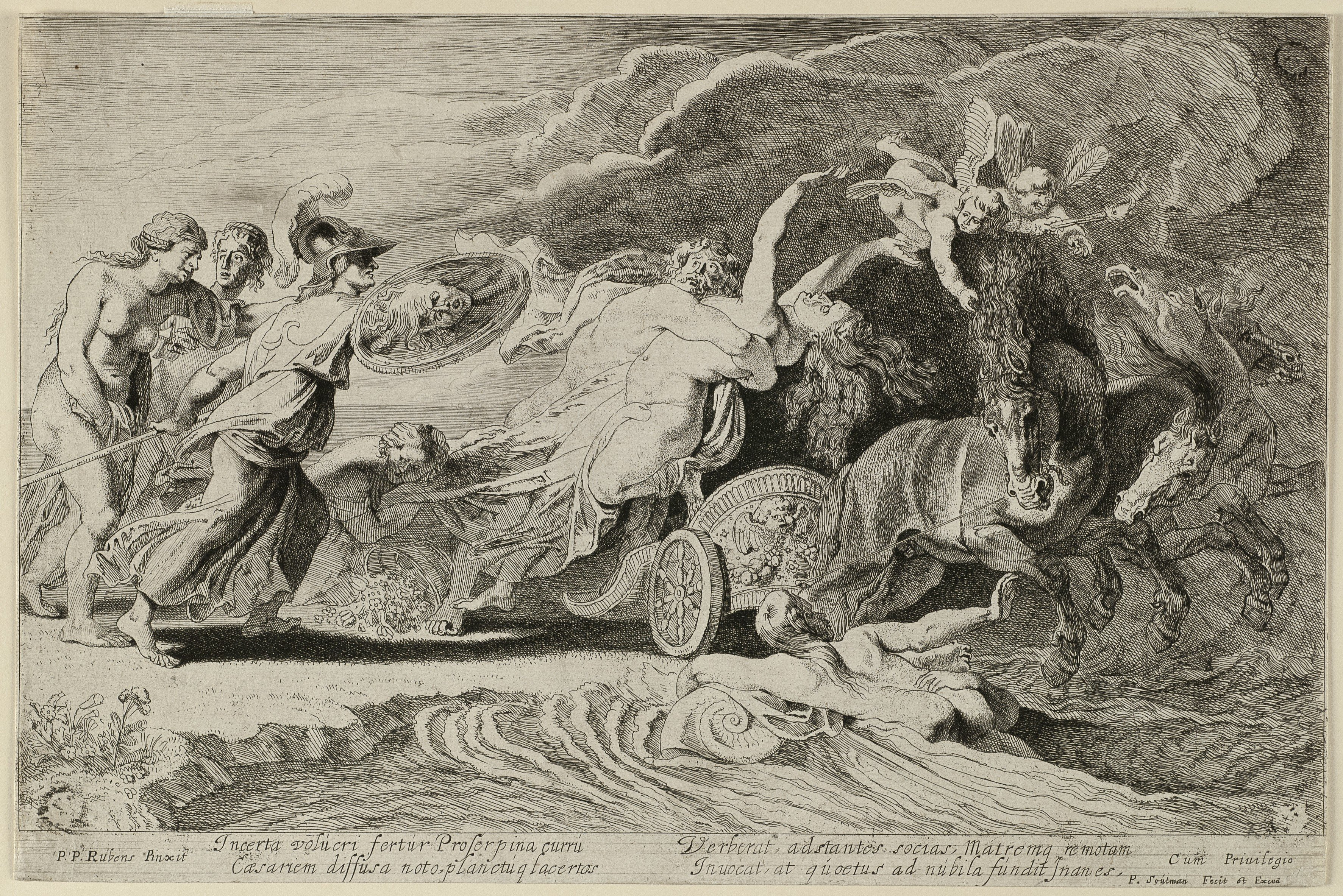
ピーテル・サウトマンによるルーベンスの『プロセルピナの略奪』の複製銅版画。1620年から1625年頃。

レンブラントはプルートーがプロセルピナをさらう劇的な瞬間を描いている。プルートーはプロセルピナを抱き上げ、そのまま戦車に乗って逃走しようとするが、プロセルピナは必死に抵抗し、叫び声をあげ、左手で相手の身体を押しのけようとし、右手で顔を引っ掻いており、プルートーはたまらず顔を背けている。プロセルピナがさらわれる直前まで手に持っていた花籠は戦車から画面左に転がり落ち、彼女が摘み取っていた花がこぼれ落ちている。プロセルピナはシルクのガウンの上に白いマントをまとっているが、後方ではプロセルピナの遊び友達たちが戦車に追いすがり、プロセルピナのマントをつかんでいる。さらにその後方の画面左端には兜と盾で武装したミネルヴァの姿が見える。金獅子の意匠の戦車は黒馬に牽かれ、花が咲いた牧草地を疾走している。左前景には背の高い大きな葉のアザミやハスが生えている。画面の色彩は対比的であり、プルートーの戦車が走り去ろうとする画面左上には鮮やかな青空が見え、プロセルピナが日の光で明るく照らし出されているのに対して、戦車が向かおうとする画面右下は冥府を思わせる暗い闇に包まれている。

### 図像的源泉
レンブラントはピーテル・サウトマンが制作した銅版画を通じて、1861年のブレナム宮殿の火事で焼失したピーテル・パウル・ルーベンスの『プロセルピナの略奪』（De roof van Proserpina, 1614年-1615年頃）を知っていたと考えられている。実際にレンブラントはこの作品に触発されていることが見て取れる。例えばレンブラントはルーベンスから戦車に乗ったプルートーとプロセルピナの配置や、武装したミネルヴァ、プロセルピナの遊び友達が彼女のドレスの裾をつかむモチーフを借りている。ミネルヴァ（すなわちアテナ）の要素は『変身物語』には登場しないが、『ホメロス風讃歌』第2歌「デメテル讃歌」では登場している。さらに科学的調査によると、当初レンブラントは2頭立て戦車ではなく、ルーベンスと同様に4頭立て戦車を採用していたことが明らかにされている。
しかしルーベンスが真横からの視点で構図を描き出したのに対して、レンブラントは戦車と2頭の馬に斜め方向の動きを強調することで、構図の緊張感をより高めている。

### 制作
絵画の印象的な青い空の真筆性は長い間疑われていたが、現在はレンブラントによるものであることが証明されている。レンブラントは青い空に貴重なラピスラズリを使用し、さらに明るいローズピンクのスフマートを重ねた。このようにして、プロセルピナの地上での幸福な生活を表す画面左上と、プルートーの暗く陰鬱な冥府を表す画面右下との間に明確な対比を実現している。

## 来歴
本作品はオラニエ公フレデリック・ヘンドリックの1632年の目録にヤン・リーフェンスの作品として記載されている。このことから本作品はフレデリック・ヘンドリックによって買い上げられたと考えられている。その後、絵画はプロイセンに渡っており、フリードリヒ1世の1707年、1713年、1719年の目録に記載されたのち、1720年にベルリン王宮に移されている（フリードリヒ1世の母はフレデリック・ヘンドリックの娘ルイーゼ・ヘンリエッテであり、おそらく1702年のオラニエ公ウィレム3世の死後に相続されたと考えられている）。第二次世界大戦中の1941年から1942年にかけて、絵画はベルリンのフリードリヒスハイン区の高射砲塔に移されたのち、1945年3月11日にカイセロダ＝メルカース塩採掘場（the salt mines of Kaiseroda-Merkers）で保管されたが、4月17日にアメリカ軍によって発見・没収された。その後、本作品を含む美術品は1945年4月17日にフランクフルトのドイツ帝国銀行に移されたのち、1945年8月20日から8月31日までヴィースバーデン美術館に設けられたヴィースバーデン中央美術品収集所で一時的に保管された。さらに同年11月20日から12月7日まで、絵画館の200以上の芸術作品とともに、ワシントンD.C.のナショナル・ギャラリーに移された。3年後の1948年9月、絵画は再びヴィースバーデンに戻され、翌1949年にはアメリカ合衆国は管財権をヘッセン州に引き渡した。絵画館の芸術作品が正式にヴィースバーデンからベルリンに返還されたのは1956年以降のことである。

## ギャラリー

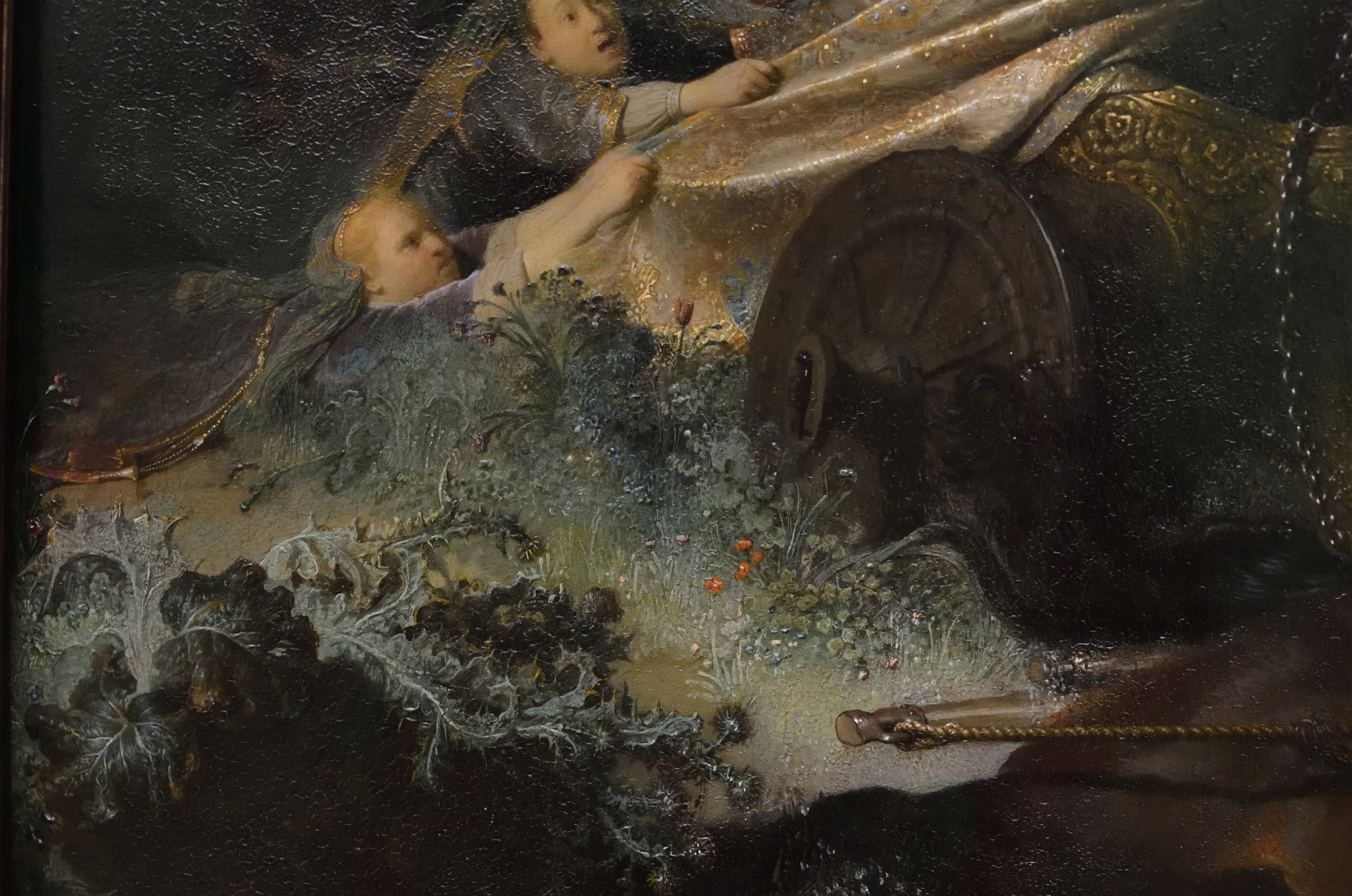
プルートーの戦車に追いすがるニンフたち、植物の描写
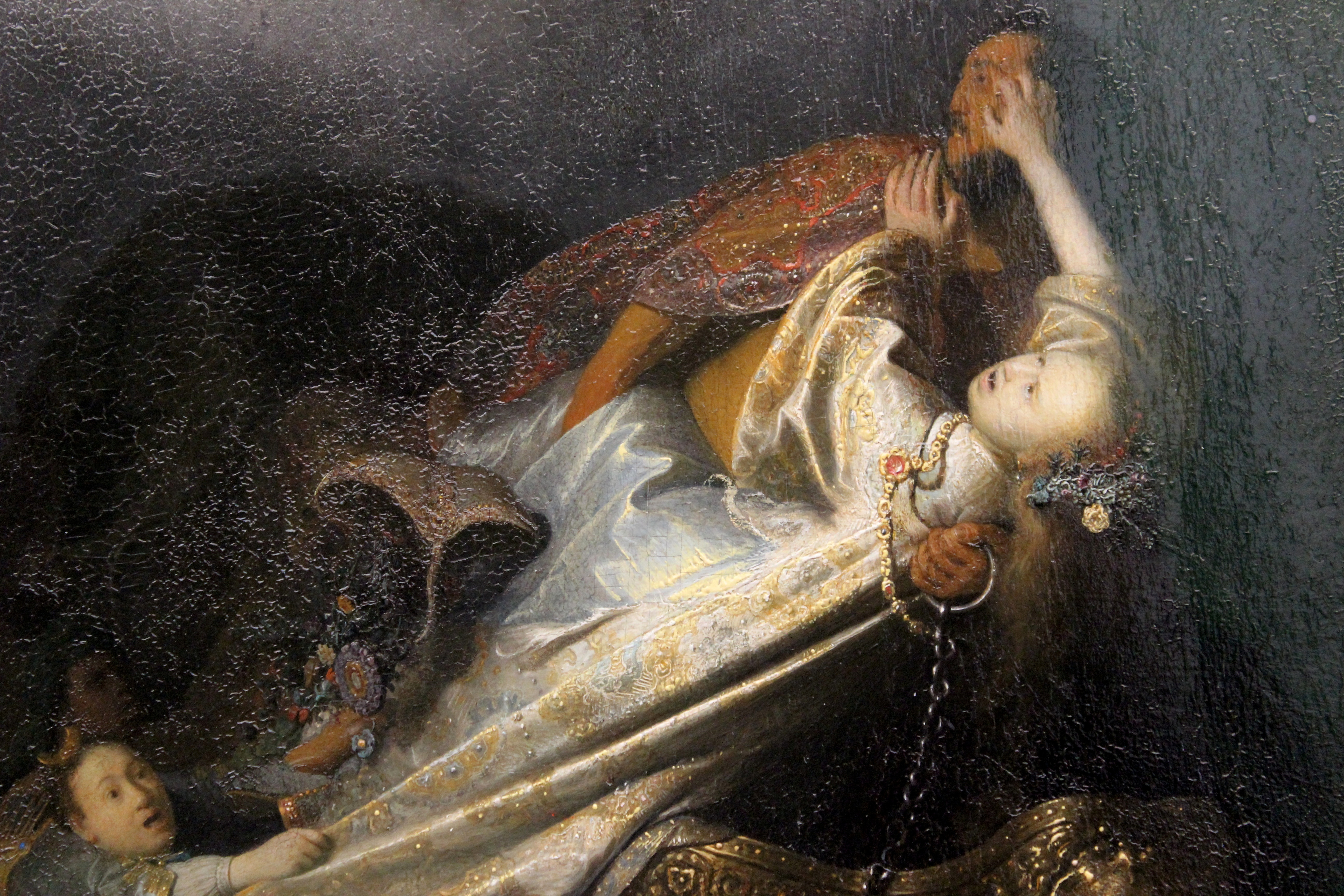
プロセルピナを略奪するプルートー